# Protocolul de la Almatî

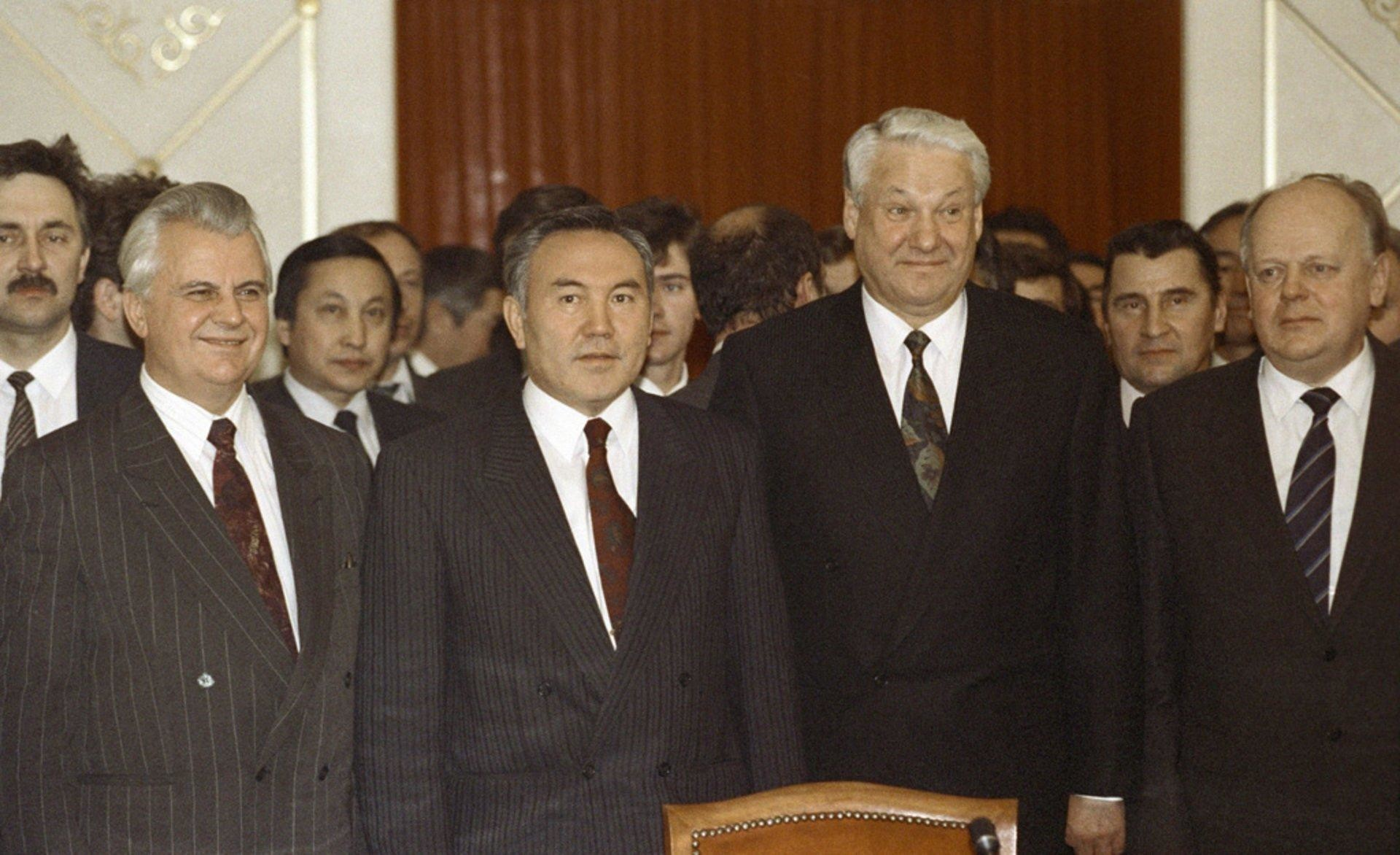
Ceremonia de semnare

Protocoalele de la Almatî reprezintă declarațiile și principiile de fondare ale Comunității Statelor Independente (CSI).
Liderii Rusiei, Ucrainei și Belarusului au convenit prin Acordurile de la Belaveja din 8 decembrie 1991, desființarea Uniunii Sovietice și fondarea CSI. Pe 21 decembrie 1991, Armenia, Azerbaidjan, Belarus, Kazahstan, Kîrgîzstan, Republica Moldova, Rusia, Tadjikistan, Turkmenistan, Ucraina și Uzbekistan au încheiat Protocoalele de la Alma-Ata, alăturându-se CSI.
Protocolul a permis Federației Ruse (RSFSR) să-și asume statutul de membru ONU al Uniunii Sovietice, inclusiv sediul său permanent în Consiliul de Securitate al Națiunilor Unite.
| Oficialii care au participat la semnarea Protocolului de la Almatî | Oficialii care au participat la semnarea Protocolului de la Almatî    | Oficialii care au participat la semnarea Protocolului de la Almatî |
| Persoana                                                           | Funcția                                                               |                                                                    |
| ------------------------------------------------------------------ | --------------------------------------------------------------------- | ------------------------------------------------------------------ |
| Ayaz Mutallibov                                                    | Președintele Republicii Azerbaidjan                                   |                                                                    |
| Levon Ter-Petrosian                                                | Președintele Republicii Armenia                                       |                                                                    |
| Stanislav Șușchievici                                              | Președintele Republicii Belarus                                       |                                                                    |
| Nursultan Nazarbaev                                                | Președintele Republicii Kazahstan                                     |                                                                    |
| Askar Akayev                                                       | Președintele Republicii Kârgâzstan                                    |                                                                    |
| Mircea Snegur                                                      | Președintele Republicii Moldova                                       |                                                                    |
| Boris Elțîn                                                        | Președinte al Rusiei (Republica Sovietică Federativă Socialistă Rusă) |                                                                    |
| Rahmon Nabiyev                                                     | Președintele Republicii Tadjikistan                                   |                                                                    |
| Saparmurat Niyazov                                                 | Președintele Republicii Turkmenistan                                  |                                                                    |
| Islam Karimov                                                      | Președintele Republicii Uzbekistan                                    |                                                                    |
| Leonid Kravciuk                                                    | Președintele Ucrainei                                                 |                                                                    |

## Acordul asupra forțelor strategice
Încheiat între cei 11 membri ai Comunității Statelor Independente la 30 decembrie 1991.

## Acord privind forțele armate și trupele de frontieră
Încheiat între membrii Comunității Statelor Independente la 30 decembrie 1991.